# Дубинец, Андрей Петрович
Андрей Петрович Дубинец (23 ноября 1911, Терновский, область Войска Донского — 23 ноября 1942, Калачёвский район, Сталинградская область) — участник Великой Отечественной войны, командир мотоциклетной роты 1-й сводной стрелковой дивизии 20-й армии Западного фронта, капитан. Герой Советского Союза (1941).

## Биография
Родился 23 ноября 1911 года на хуторе Терновский (ныне — Егорлыкский район Ростовской области) в крестьянской семье. Русский. Окончил начальную школу.
В Красной Армии с 1933 года. Окончил курсы младших лейтенантов. Член ВКП(б) с 1939 года. Участник Великой Отечественной войны с июня 1941 года.
Командир мотоциклетной роты 1-й сводной стрелковой дивизии лейтенант Андрей Дубинец вместе с ответственным секретарём 245-го гаубичного артполка старшим политруком Кириллом Осиповым, по заданию генерал-лейтенанта И. В. Болдина при выходе из окружения добыли ценные разведывательные сведения, по этим данным противник был уничтожен. В бою 11 августа 1941 года Дубинец личным примером увлекал бойцов 2-го отряда, в результате отряд захватил и уничтожил 10 автомашин и 13 мотоциклов противника. Совместно с Осиповым разведал расположение двух вражеских штабов, которые были уничтожены.
Указом Президиума Верховного Совета СССР от 15 августа 1941 года за образцовое выполнение боевых заданий командования на фронте борьбы с германским фашизмом и проявленные при этом отвагу и геройство лейтенанту Дубинцу Андрею Петровичу присвоено звание Героя Советского Союза с вручением ордена Ленина и медали «Золотая Звезда» (№ 536).
В 1942 году окончил ускоренный курс Военной академии механизации и моторизации РККА. 23 ноября 1942 года, в день своего рождения, Герой Советского Союза капитан А. П. Дубинец погиб в бою под Сталинградом.
Похоронен в городе Калач-на-Дону ныне Волгоградской области в братской могиле на площади Павших Борцов.

## Награды
- Герой Советского Союза (15 августа 1941, медаль «Золотая Звезда» № 536)[2];
- орден Ленина (15 августа 1941)[2];

## Память
- На одном из домов города Калач-на-Дону в память о Герое установлена мемориальная доска, в этом же городе именем Андрея Дубинца названы школа и улица[3].
- МОУ Кавалерская СОШ № 3 на х. Кавалерский Егорлыкского района Ростовской области носит имя А. П. Дубинца[4].
- Именем Дубинца названа улица в южной части станицы Егорлыкская в районе посёлка Газопровод[5].